# 114º Congresso degli Stati Uniti d'America
Il 114º Congresso degli Stati Uniti d'America, formato dalla Camera dei rappresentanti e dal Senato, ha costituito, dal 3 gennaio 2015 al 3 gennaio 2017, il ramo legislativo del governo federale statunitense.
La sua composizione è stata definita nelle elezioni generali del 4 novembre 2014, nelle quali il Partito Democratico ha perso la maggioranza al Senato, e il Partito Repubblicano ha mantenuto la maggioranza della Camera nonché conquistato quella al Senato.

## Eventi principali
- 6 gennaio 2015 - John Boehner viene rieletto Presidente della Camera dei rappresentanti nonostante una forte opposizione dall'interno del Partito Repubblicano[1].
- 20 gennaio 2015 - Il Presidente Barack Obama tiene al Congresso il discorso sullo "stato dell'Unione".
- 3 marzo 2015 - Invitato dal Presidente della Camera dei rappresentanti Boehner, e senza il consenso di Obama, il primo ministro israeliano Benjamin Netanyahu tiene un discorso al Congresso riguardo alla necessità di imporre ulteriori sanzioni economiche nei confronti dell'Iran[2][3].
- 9 marzo 2015 - Il senatore repubblicano Tom Cotton scrive e invia una lettera aperta rivolta alla leadership iraniana (firmata da 47 dei 54 senatori repubblicani) nella quale esprime i suoi dubbi sulla legittimità dell'amministrazione Obama di intavolare trattative con l'Iran sulla questione dell'energia atomica.[4].
- 25 marzo 2015 - Il Presidente afghano Ashraf Ghani tiene un discorso al Congresso.[5]
- 29 aprile 2015 - Al Congresso tiene un discorso il primo ministro Shinzo Abe[6][7], diventando così il primo leader politico giapponese a poter rivolgersi all'assemblea legislativa statunitense.[6]
- 24 settembre 2015 - Papa Francesco tiene un discorso al Congresso. È il primo pontefice a farlo.[8]
- 25 settembre 2015 - John Boehner annuncia le sue dimissioni da Speaker of the House e da membro della Camera dei rappresentanti entro la fine di ottobre[9]. In seguito anche Kevin McCarthy, majority leader repubblicano e dunque normale candidato alla successione di Boehner, ritira inaspettatamente la sua candidatura.[10]
- 29 ottobre 2015 - Paul Ryan, repubblicano, viene eletto nuovo Speaker of the House con 236 voti (54.3%) dei membri della Camera dei rappresentanti . Ryan è il più giovane a rivestire questa carica dopo la nomina di James Blaine nel 1875.[11]
- 12 gennaio 2016 - Barack Obama tiene di fronte al Congresso tiene il suo ultimo discorso sullo "stato dell'Unione".
- 8 giugno 2016 - Al Congresso tiene un discorso il primo ministro indiano Narendra Modi.
- 22-23 giugno 2016 - In seguito alla strage di Orlando, alcuni membri democratici della Camera dei rappresentanti iniziano un sit-in di protesta all'interno dell'aula dopo il rifiuto, da parte di Robert Ryan, di consentire un voto su una proposta di legge che limitasse l'uso delle armi da fuoco.[12]

## Principali provvedimenti legislativi

### Approvati
| Data              | Provvedimento | Dettagli | Fonte              |
| ----------------- | --- | --- | ------------------ |
| 12 gennaio 2015   | Terrorism Risk Insurance Program Reauthorization Act of 2015                                                                          | Estensione fino al 2020 del Terrorism Risk Insurance Act (TRIA), con il quale il governo federale garantisce una copertura finanziaria alle assicurazioni nel momento in cui devono procedere agli indennizzi per danni da terrorismo. | Public Law 114-1   |
| 16 aprile 2015    | Medicare Access and CHIP Reauthorization Act of 2015                                                                                  | Conosciuto come MACRA o come Permanent Doc Fix, stabilisce una nuova modalità con cui pagare i medici curanti nell'ambito del programma Medicare andando a modificare il Balanced Budget Act del 1997. La norma introduce anche un programma per l'assistenza sanitaria dedicata ai bambini, il CHIP. | Public Law 114-10  |
| 22 maggio 2015    | Iran Nuclear Agreement Review Act of 2015                                                                                             | Si concede al Congresso il potere di approvare o rigettare qualsiasi accordo raggiunto nell'ambito delle trattative fra i P5+1 (Stati Uniti, Cina, Russia, Francia, Regno Unito + Germania) e Iran riguardo al programma militare atomico iraniano. | Public Law 114-17  |
| 2 giugno 2015     | USA FREEDOM Act: Uniting and Strenghtening America by Fulfilling Rights and Ensuring Effective Discipline Over Monitoring Act of 2015 | La norma reintroduce con diverse modifiche diverse misure adottate con il Patriot Act, scadute nei termini il giorno precedente. In particolare, si impongono nuovi limiti all'archiviazione e conservazione delle telecomunicazioni sensibili di cittadini statunitensi da parte delle agenzie di sicurezza, inclusa la National Security Agency. Si rinnova inoltre l'autorizzazione alle intercettazioni telefoniche e informatiche dei terroristi "lupi solitari". | Public Law 114-23  |
| 29 giugno 2015    | Trade Preferences Extension Act of 2015                                                                                               | Si estende un accordo commerciale ai paesi subsahariani alleati degli Stati Uniti, prevedendo che questi non possano praticare prezzi artificialmente troppo bassi per tagliare fuori da diversi settori economici le imprese statunitensi. La norma comprende anche il Trade Adjustment Assistance, un programma di sostegno a favore di lavoratori e imprese che risulteranno danneggiate da questi accordi commerciali.                                             | Public Law 114-27  |
| 6 luglio 2015     | Department of Homeland Security Interoperable Communications Act of 2015                                                              | Modifiche all'Homeland Security Act del 2002 con cui si obbliga il Dipartimento per la Sicurezza Nazionale (DHS) di avviare protocolli e strategie per garantire la comunicazione tra i diversi apparati interni del Dipartimento. | Public Law 114-86  |
| 25 novembre 2015  | SPACE Act of 2015 | Aggiornamento alla legislazione che consente voli e missioni spaziali di natura commerciale, la norma prevede esplicitamente che i cittadini statunitensi possano intraprendere anche attività di sfruttamento di "risorse spaziali (incluso... acqua e minerali)", escluso eventuali vite biologiche extraterrestri. | Public Law 114-90  |
| 4 dicembre 2015   | Fixing America's Surface Transportation (FAST) Act                                                                                    | Viene costituito un fondo di finanziamento per implementare le linee di comunicazioni terrestri (ferrovie, strade) in territorio statunitense. | Public Law 114-94  |
| 10 dicembre 2015  | Every Student Succeeds Act | Abrogando il contestato No Child Left Behind Act, questa norma si delinea come una rinnovo dell'autorizzazione al governo federale di finanziare l'educazione primaria e secondaria. | Public Law 114-95  |
| 18 dicembre 2015  | Consolidated Appropriations Act of 2016                                                                                               | La norma prevede una serie di permessi a spendere denaro pubblico a favore di diverse agenzie federali per l'anno fiscale 2016 (una sorta di "manovra finanziaria" statunitense), fissando il limite di spesa a 1.100 miliardi di dollari e consentendo un taglio delle imposte per un valore di 700 mililardi di dollari. I fondi federali vengono garantiti fino al 30 settembre 2016.                                                                               | Public Law 114-113 |
| 8 febbraio 2016   | Coast Guard Authorization Act of 2015                                                                                                 | La norma regolamenta e stanzia i fondi destinati alle attività della Guardia Costiera statunitense e della Federal Maritime Commission (FMC). | Public Law 114-120 |
| 24 febbraio 2016  | Internet Tax Freedom Act (contained in Trade Facilitation and Trade Enforcement Act of 2015)                                          | Rinnovo del divieto (risalente al 1998) di imporre alcuna imposta federale, statale o locale per l'accesso a internet. | Public Law 114-125 |
| 20 luglio 2016    | Global Food Security Act of 2016 | Si autorizza il governo ad elaborare ed attuare una strategia di assistenza a paesi stranieri con programmi (rivolti soprattutto a donne e bambini) di contrasto alla povertà e fame e di promozione dell'economia agricola. | Public Law 114-195 |
| 28 settembre 2016 | Justice Against Sponsors of Terrorism Act                                                                                             | Modificando il Foreign Sovereign Immunities Act e l'Anti-Terrorism and Effective Death Penalty Act, la norma consente a qualsiasi corte di giustizia federale di poter esercitare la propria giurisdizione contro qualsiasi cittadino estero che abbia fornito supporto ad azioni terroristiche contro civili o proprietà statunitensi indipendentemente se il paese straniero sia o meno inserito nella lista dei paesi sponsor del terrorismo.                       | Public Law 114-222 |
| 7 ottobre 2016    | Sexual Assault Survivors' Rights Act                                                                                                  | La norma introduce degli incentivi per stimolare la denuncia di violenza sessuale da parte delle vittime, oltre ad introdurre una serie di norme volte a garantire la conservazione del rape kit utilizzato per effettuare le indagini biologiche in grado di stabilire la sussistenza o meno di un reato di violenza sessuale. | Public Law 114-236 |

## Senato

### Riepilogo della composizione
|                               | Partito      | Partito      | Partito | Totale | Vacante |
| ----------------------------- | ------------ | ------------ | ------- | ------ | ------- |
|                               |              |              |         | Totale | Vacante |
| Democratico                   | Indipendente | Repubblicano |         | Totale | Vacante |
| Fine del congresso precedente | 53           | 2            | 45      | 100    | 0       |
|                               |              |              |         |        |         |
| Inizio                        | 44           | 2            | 54      | 100    | 0       |
| % di voti                     | 46%          | 46%          | 54%     |        |         |

- Entrambi gli indipendenti sono associati al Partito Democratico.

### Leadership

#### Assemblea
| Vicepresidente degli Stati Uniti d'America e Presidente del Senato |
| ------------------------------------------------------------------ |
|                                                                    |
| Joe Biden (D)                                                      |

| Presidente Pro Tempore del Senato |
| --------------------------------- |
|                                   |
| Orrin Hatch (R)                   |

| Leadership della Maggioranza al Senato                 | Leadership della Maggioranza al Senato           |
| ------------------------------------------------------ | ------------------------------------------------ |
|                                                        |                                                  |
| Leader della Maggioranza al Senato Mitch McConnell (R) | Whip della Maggioranza al Senato John Cornyn (R) |

| Leadership della Minoranza al Senato            | Leadership della Minoranza al Senato           |
| ----------------------------------------------- | ---------------------------------------------- |
|                                                 |                                                |
| Leader della Minoranza al Senato Harry Reid (D) | Whip della Minoranza al Senato Dick Durbin (D) |

### Membri
Il numero indica la classe del senatore; nelle elezioni del novembre 2014 sono sottoposti ad elezione tutti i senatori appartenenti alla classe 2.
Alabama
- 2. Jeff Sessions (R)
- 3. Richard Shelby (R)

Alaska
- 2. Dan Sullivan (R)
- 3. Lisa Murkowski (R)

Arizona
- 1. Jeff Flake (R)
- 3. John McCain (R)

Arkansas
- 2. Tom Cotton (R)
- 3. John Boozman (R)

California
- 1. Dianne Feinstein (D)
- 3. Barbara Boxer

Carolina del Nord
- 2. Thom Tillis (R)
- 3. Richard Burr (R)

Carolina del Sud
- 2. Lindsey Graham (R)
- 3. Tim Scott (R)

Colorado
- 2. Cory Gardner (R)
- 3. Michael Bennet (D)

Connecticut
- 1. Chris Murphy (D)
- 3. Richard Blumenthal (D)

Dakota del Nord
- 1. Heidi Heitkamp (D-NPL)
- 3. John Hoeven (R)

Dakota del Sud
- 2. Mike Rounds (R)
- 3. John Thune (R)

Delaware
- 1. Thomas Carper (D)
- 2. Chris Coons (D)

Florida
- 1. Bill Nelson (D)
- 3. Marco Rubio (R)

Georgia
- 2. David Perdue (R)
- 3. Johnny Isakson (R)

Hawaii
- 1. Mazie Hirono (D)
- 3. Brian Schatz (D)

Idaho
- 2. Jim Risch (R)
- 3. Mike Crapo (R)

Illinois
- 2. Dick Durbin (D)
- 3. Mark Kirk (R)

Indiana
- 1. Joe Donnelly (D)
- 3. Dan Coats (R)

Iowa
- 2. Joni Ernst (R)
- 3. Chuck Grassley (R)

Kansas
- 2. Pat Roberts (R)
- 3. Jerry Moran (R)

Kentucky
- 2. Mitch McConnell (R)
- 3. Rand Paul (R)

Louisiana
- 2. Bill Cassidy (R)
- 3. David Vitter (R)

Maine
- 1. Angus King (I)
- 2. Susan Collins (R)

Maryland
- 1. Ben Cardin (D)
- 3. Barbara Mikulski (D)

Massachusetts
- 1. Elizabeth Warren (D)
- 2. Ed Markey (D)

Michigan
- 1. Debbie Stabenow (D)
- 2. Gary Peters (D)

Minnesota
- 1. Amy Klobuchar (D-DFL)
- 2. Al Franken (D-DFL)

Mississippi
- 1. Roger Wicker (R)
- 2. Thad Cochran (R)

Missouri
- 1. Claire McCaskill (D)
- 3. Roy Blunt (R)

Montana
- 1. Jon Tester (D)
- 2. Steve Daines (R)

Nebraska
- 1. Deb Fischer (R)
- 2. Ben Sasse (R)

Nevada
- 1. Dean Heller (R)
- 3. Harry Reid (D)

New Hampshire
- 2. Jeanne Shaheen (D)
- 3. Kelly Ayotte (D)

New Jersey
- 1. Bob Menendez (D)
- 2. Cory Booker (D)

New York
- 1. Kirsten Gillibrand (D)
- 3. Chuck Schumer (D)

Nuovo Messico
- 1. Martin Heinrich (D)
- 2. Tom Udall (D)

Ohio
- 1. Sherrod Brown (D)
- 3. Rob Portman (R)

Oklahoma
- 2. Jim Inhofe (R)
- 3. James Lankford (R)

Oregon
- 2. Ron Wyden (D)
- 3. Jeff Merkley (D)

Pennsylvania
- 1. Bob Casey, Jr. (D)
- 3. Pat Toomey (R)

Rhode Island
- 1. Sheldon Whitehouse (D)
- 2. Jack Reed (D)

Tennessee
- 1. Bob Corker (R)
- 2. Lamar Alexander (R)

Texas
- 1. Ted Cruz (R)
- 2. John Cornyn (R)

Utah
- 1. Orrin Hatch (R)
- 3. Mike Lee (R)

Vermont
- 1. Bernie Sanders (I)
- 3. Patrick Leahy (D)

Virginia
- 1. Tim Kaine (D)
- 2. Mark Warner (D)

Virginia Occidentale
- 1. Joe Manchin (D)
- 2. Shelley Moore Capito (R)

Washington
- 1. Maria Cantwell (D)
- 3. Patty Murray (D)

Wisconsin
- 1. Tammy Baldwin (D)
- 3. Ron Johnson (R)

Wyoming
- 1. John Barrasso (R)
- 2. Mike Enzi (R)

## Camera dei rappresentanti

### Riepilogo della composizione
|                               | Partito      | Partito | Totale | Vacante |  |
| ----------------------------- | ------------ | ------- | ------ | ------- |  |
|                               |              |         | Totale | Vacante |  |
| Democratico                   | Repubblicano |         | Totale | Vacante |  |
| Fine del congresso precedente | 199          | 233     | 433    | 2       |  |
|                               |              |         |        |         |  |
| Inizio                        | 188          | 247     | 435    | 0       |  |
| 5 gennaio 2015                | 188          | 246     | 434    | 1       |  |
| 6 febbraio 2015               | 188          | 245     | 433    | 2       |  |
| 31 marzo 2015                 | 188          | 244     | 432    | 3       |  |
| 5 maggio 2015                 | 188          | 245     | 433    | 2       |  |
| 2 giugno 2015                 | 188          | 246     | 434    | 1       |  |
| 10 settembre 2015             | 188          | 247     | 435    | 0       |  |
| 31 ottobre 2015               | 188          | 246     | 434    | 1       |  |
| 7 giugno 2016                 | 188          | 247     | 435    | 0       |  |
| 23 giugno 2016                | 187          | 247     | 434    | 1       |  |
| % di voti                     | 43.1%        | 56.9%   |        |         |  |

- Ci sono 6 membri non votanti, cinque di essi sono associati al Partito Democratico e uno al Partito Repubblicano.

### Leadership

#### Assemblea
| Speaker della Camera dei rappresentanti  | Speaker della Camera dei rappresentanti |
| ---------------------------------------- | --------------------------------------- |
|                                          |                                         |
| John Boehner (R) fino al 29 ottobre 2015 | Paul Ryan (R) dal 29 ottobre 2015       |

| Leadership della Maggioranza alla Camera dei rappresentanti                | Leadership della Maggioranza alla Camera dei rappresentanti             |
| -------------------------------------------------------------------------- | ----------------------------------------------------------------------- |
|                                                                            |                                                                         |
| Leader della Maggioranza alla Camera dei rappresentanti Kevin McCarthy (R) | Whip della Maggioranza alla Camera dei rappresentanti Steve Scalise (R) |

| Leadership della Minoranza alla Camera dei rappresentanti              | Leadership della Minoranza alla Camera dei rappresentanti           |
| ---------------------------------------------------------------------- | ------------------------------------------------------------------- |
|                                                                        |                                                                     |
| Leader della Minoranza alla Camera dei rappresentanti Nancy Pelosi (D) | Whip della Minoranza alla Camera dei rappresentanti Steny Hoyer (D) |

### Membri
Alabama
(6 Repubblicani, 1 Democratico)
- 1. Bradley Byrne (R)
- 2. Martha Roby (R)
- 3. Mike Rogers (R)
- 4. Robert Aderholt (R)
- 5. Mo Brooks (R)
- 6. Gary Palmer (R)
- 7. Terri Sewell (D)

Alaska
(1 Repubblicano)
- "At-large". Don Young (R)

Arizona
(5 Repubblicani, 4 Democratici)
- 1. Ann Kirkpatrick (D)
- 2. Martha McSally (R)
- 3. Raúl Grijalva (D)
- 4. Paul Gosar (R)
- 5. Matt Salmon (R)
- 6. David Schweikert (R)
- 7. Ruben Gallego (D)
- 8. Trent Franks (R), fino all'8 dicembre 2017

     Debbie Lesko (R), dal 7 maggio 2018
- 9. Kyrsten Sinema (D)

Arkansas
(4 Repubblicani)
- 1. Rick Crawford (R)
- 2. French Hill (R)
- 3. Steve Womack (R)
- 4. Bruce Westerman (R)

California
(39 Democratici, 14 Repubblicani)
- 1. Doug LaMalfa (R)
- 2. Jared Huffman (D)
- 3. John Garamendi (D)
- 4. Tom McClintock (R)
- 5. Mike Thompson (D)
- 6. Doris Matsui (D)
- 7. Ami Bera (D)
- 8. Paul Cook (R)
- 9. Jerry McNerney (D)
- 10. Jeff Denham (R)
- 11. Mark DeSaulnier (D)
- 12. Nancy Pelosi (D)
- 13. Barbara Lee (D)
- 14. Jackie Speier (D)
- 15. Eric Swalwell (D)
- 16. Jim Costa (D)
- 17. Mike Honda (D)
- 18. Anna Eshoo (D)
- 19. Zoe Lofgren (D)
- 20. Sam Farr (D)
- 21. David Valadao (R)
- 22. Devin Nunes (R)
- 23. Kevin McCarthy (R)
- 24. Lois Capps (D)
- 25. Steve Knight (R)
- 26. Julia Brownley (D)
- 27. Judy Chu (D)
- 28. Adam Schiff (D)
- 29. Tony Cardenas (D)
- 30. Brad Sherman (D)
- 31. Pete Aguilar (D)
- 32. Grace Napolitano (D)
- 33. Ted Lieu (D)
- 34. Xavier Becerra (D)
- 35. Norma Torres (D)
- 36. Raul Ruiz (D)
- 37. Karen Bass (D)
- 38. Linda Sánchez (D)
- 39. Ed Royce (R)
- 40. Lucille Roybal-Allard (D)
- 41. Mark Takano (D)
- 42. Ken Calvert (R)
- 43. Maxine Waters (D)
- 44. Janice Hahn (D)
- 45. Mimi Walters (R)
- 46. Loretta Sanchez (D)
- 47. Alan Lowenthal (D)
- 48. Dana Rohrabacher (R)
- 49. Darrell Issa (R)
- 50. Duncan D. Hunter (R)
- 51. Juan Vargas (D)
- 52. Scott Peters (D)
- 53. Susan Davis (D)

Carolina del Nord
(10 Repubblicani, 3 Democratici)
- 1. G. K. Butterfield (D)
- 2. Renee Ellmers (R)
- 3. Walter B. Jones (R)
- 4. David Price (D)
- 5. Virginia Foxx (R)
- 6. Mark Walker (R)
- 7. David Rouzer (R)
- 8. Richard Hudson (R)
- 9. Robert Pittenger (R)
- 10. Patrick McHenry (R)
- 11. Mark Meadows (R)
- 12. Alma Adams (D)
- 13. George Holding (R)

Carolina del Sud
(6 Repubblicani, 1 Democratico)
- 1. Mark Sanford (R)
- 2. Joe Wilson (R)
- 3. Jeff Duncan (R)
- 4. Trey Gowdy (R)
- 5. Mick Mulvaney (R)
- 6. Jim Clyburn (D)
- 7. Tom Rice (R)

Colorado
(4 Repubblicani, 3 Democratici)
- 1. Diana DeGette (D)
- 2. Jared Polis (D)
- 3. Scott Tipton (R)
- 4. Ken Buck (R)
- 5. Doug Lamborn (R)
- 6. Mike Coffman (R)
- 7. Ed Perlmutter (D)

Connecticut
(5 Democratici)
- 1. John Larson (D)
- 2. Joe Courtney (D)
- 3. Rosa DeLauro (D)
- 4. Jim Himes (D)
- 5. Elizabeth Esty (D)

Dakota del Nord
(1 Repubblicano)
- "At-large". Kevin Cramer (R)

Dakota del Sud
(1 Repubblicano)
- "At-large". Kristi Noem (R)

Delaware
(1 Democratico)
- "At-large". John C. Carney Jr. (D)

Florida
(18 Repubblicani, 9 Democratici)
- 1. Jeff Miller (R)
- 2. Gwen Graham (D)
- 3. Ted Yoho (R)
- 4. Ander Crenshaw (R)
- 5. Corrine Brown (D)
- 6. Ron DeSantis (R)
- 7. John Mica (R)
- 8. Bill Posey (R)
- 9. Alan Grayson (D)
- 10. Daniel Webster (R)
- 11. Rich Nugent (R)
- 12. Gus Bilirakis (R)
- 13. David Jolly (R)
- 14. Kathy Castor (D)
- 15. Dennis Ross (R)
- 16. Vern Buchanan (R)
- 17. Tom Rooney (R)
- 18. Patrick Murphy (D)
- 19. Curt Clawson (R)
- 20. Alcee Hastings (D)
- 21. Ted Deutch (D)
- 22. Lois Frankel (D)
- 23. Debbie Wasserman Schultz (D)
- 24. Frederica Wilson (D)
- 25. Mario Díaz-Balart (R)
- 26. Carlos Curbelo (R)
- 27. Ileana Ros-Lehtinen (R)

Georgia
(10 Repubblicani, 4 Democratici)
- 1. Buddy Carter (R)
- 2. Sanford Bishop (D)
- 3. Lynn Westmoreland (R)
- 4. Hank Johnson (D)
- 5. John Lewis (D)
- 6. Tom Price (R)
- 7. Rob Woodall (R)
- 8. Austin Scott (R)
- 9. Doug Collins (R)
- 10. Jody Hice (R)
- 11. Barry Loudermilk (R)
- 12. Rick Allen (R)
- 13. David Scott (D)
- 14. Tom Graves (R)

Hawaii
(2 Democratici)
- 1. Mark Takai (D), fino al 20 luglio 2016

     Colleen Hanabusa (D), dall'8 novembre 2016
- 2. Tulsi Gabbard (D)

Idaho
(2 Repubblicani)
- 1. Raúl Labrador (R)
- 2. Mike Simpson (R)

Illinois
(10 Democratici, 8 Repubblicani)
- 1. Bobby Rush (D)
- 2. Robin Kelly (D)
- 3. Dan Lipinski (D)
- 4. Luis Gutiérrez (D)
- 5. Michael Quigley (D)
- 6. Peter Roskam (R)
- 7. Danny K. Davis (D)
- 8. Tammy Duckworth (D)
- 9. Jan Schakowsky (D)
- 10. Robert Dold (R)
- 11. Bill Foster (D)
- 12. Mike Bost (R)
- 13. Rodney Davis (R)
- 14. Randy Hultgren (R)
- 15. John Shimkus (R)
- 16. Adam Kinzinger (R)
- 17. Cheri Bustos (D)
- 18. Aaron Schock (R), fino al 31 marzo 2015

     Darin LaHood (R), dal 10 settembre 2015
Indiana
(7 Repubblicani, 2 Democratici)
- 1. Pete Visclosky (D)
- 2. Jackie Walorski (R)
- 3. Marlin Stutzman (R)
- 4. Todd Rokita (R)
- 5. Susan Brooks (R)
- 6. Luke Messer (R)
- 7. André Carson (D)
- 8. Larry Bucshon (R)
- 9. Todd Young (R)

Iowa
(3 Repubblicani, 1 Democratico)
- 1. Rod Blum (R)
- 2. David Loebsack (D)
- 3. David Young (R)
- 4. Steve King (R)

Kansas
(4 Repubblicani)
- 1. Tim Huelskamp (R)
- 2. Lynn Jenkins (R)
- 3. Kevin Yoder (R)
- 4. Mike Pompeo (R)

Kentucky
(5 Repubblicani, 1 Democratico)
- 1. Ed Whitfield (R), fino al 6 settembre 2016

     James Comer (R), dall'8 novembre 2016
- 2. Brett Guthrie (R)
- 3. John Yarmuth (D)
- 4. Thomas Massie (R)
- 5. Hal Rogers (R)
- 6. Andy Barr (R)

Louisiana
(5 Repubblicani, 1 Democratico)
- 1. Steve Scalise (R)
- 2. Cedric Richmond (D)
- 3. Charles Boustany (R)
- 4. John C. Fleming (R)
- 5. Ralph Abraham (R)
- 6. Garret Graves (R)

Maine
(1 Democratico, 1 Repubblicano)
- 1. Chellie Pingree (D)
- 2. Bruce Poliquin (R)

Maryland
(7 Democratici, 1 Repubblicano)
- 1. Andy Harris (R)
- 2. Dutch Ruppersberger (D)
- 3. John Sarbanes (D)
- 4. Donna Edwards (D)
- 5. Steny Hoyer (D)
- 6. John K. Delaney (D)
- 7. Elijah Cummings (D)
- 8. Chris Van Hollen (D)

Massachusetts
(9 Democratici)
- 1. Richard Neal (D)
- 2. Jim McGovern (D)
- 3. Niki Tsongas (D)
- 4. Joseph Patrick Kennedy III (D)
- 5. Katherine Clark (D)
- 6. Seth Moulton (D)
- 7. Mike Capuano (D)
- 8. Stephen Lynch (D)
- 9. William Keating (D)

Michigan
(9 Repubblicani, 5 Democratici)
- 1. Dan Benishek (R)
- 2. Bill Huizenga (R)
- 3. Justin Amash (R)
- 4. John Moolenaar (R)
- 5. Dan Kildee (D)
- 6. Fred Upton (R)
- 7. Tim Walberg (R)
- 8. Mike Bishop (R)
- 9. Sander Levin (D)
- 10. Candice Miller (R)
- 11. Dave Trott (R)
- 12. Debbie Dingell (D)
- 13. John Conyers (D)
- 14. Brenda Lawrence (D)

Minnesota
(5 Democratici, 3 Repubblicani)
- 1. Tim Walz (D-DFL)
- 2. John Kline (R)
- 3. Erik Paulsen (R)
- 4. Betty McCollum (D-DFL)
- 5. Keith Ellison (D-DFL)
- 6. Tom Emmer (R)
- 7. Collin Peterson (D-DFL)
- 8. Rick Nolan (D-DFL)

Mississippi
(3 Repubblicani, 1 Democratico)
- 1. Alan Nunnelee, fino al 6 febbraio 2015

     Trent Kelly (R), dal 2 giugno 2015
- 2. Bennie Thompson (D)
- 3. Gregg Harper (R)
- 4. Steven Palazzo (R)

Missouri
(6 Repubblicani, 2 Democratici)
- 1. William Lacy Clay, Jr. (D)
- 2. Ann Wagner (R)
- 3. Blaine Luetkemeyer (R)
- 4. Vicky Hartzler (R)
- 5. Emanuel Cleaver (D)
- 6. Sam Graves (R)
- 7. Billy Long (R)
- 8. Jason T. Smith (R)

Montana
(1 Repubblicano)
- "At-large". Ryan Zinke (R)

Nebraska
(2 Repubblicani, 1 Democratico)
- 1. Jeff Fortenberry (R)
- 2. Brad Ashford (D)
- 3. Adrian Smith (R)

Nevada
(3 Repubblicani, 1 Democratico)
- 1. Dina Titus (D)
- 2. Mark Amodei (R)
- 3. Joe Heck (R)
- 4. Cresent Hardy (R)

New Hampshire
(1 Democratico, 1 Repubblicano)
- 1. Frank Guinta (R)
- 2. Ann McLane Kuster (D)

New Jersey
(6 Democratici, 6 Repubblicani)
- 1. Donald Norcross (D)
- 2. Frank LoBiondo (R)
- 3. Tom MacArthur (R)
- 4. Chris Smith (R)
- 5. Scott Garrett (R)
- 6. Frank Pallone (D)
- 7. Leonard Lance (R)
- 8. Albio Sires (D)
- 9. Bill Pascrell (D)
- 10. Donald Payne, Jr. (D)
- 11. Rodney Frelinghuysen (R)
- 12. Bonnie Watson Coleman (D)

New York
(18 Democratici, 9 Repubblicani)
- 1. Lee Zeldin (R)
- 2. Peter T. King (R)
- 3. Steve Israel (D)
- 4. Kathleen Rice (D)
- 5. Gregory Meeks (D)
- 6. Grace Meng (D)
- 7. Nydia Velázquez (D)
- 8. Hakeem Jeffries (D)
- 9. Yvette Clarke (D)
- 10. Jerrold Nadler (D)
- 11. Dan Donovan (R)
- 12. Carolyn B. Maloney (D)
- 13. Charles Rangel (D)
- 14. Joseph Crowley (D)
- 15. José Serrano (D)
- 16. Eliot Engel (D)
- 17. Nita Lowey (D)
- 18. Sean Patrick Maloney (D)
- 19. Chris Gibson (R)
- 20. Paul Tonko (D)
- 21. Elise Stefanik (R)
- 22. Richard Hanna (R)
- 23. Tom Reed (R)
- 24. John Katko (R)
- 25. Louise Slaughter (D)
- 26. Brian Higgins (D)
- 27. Chris Collins (R)

Nuovo Messico
(2 Democratici, 1 Repubblicano)
- 1. Michelle Lujan Grisham (D)
- 2. Steve Pearce (R)
- 3. Ben R. Luján (D)

Ohio
(12 Repubblicani, 4 Democratici)
- 1. Steve Chabot (R)
- 2. Brad Wenstrup (R)
- 3. Joyce Beatty (D)
- 4. Jim Jordan (R)
- 5. Bob Latta (R)
- 6. Bill Johnson (R)
- 7. Bob Gibbs (R)
- 8. Warren Davidson (R)
- 9. Marcy Kaptur (D)
- 10. Mike Turner (R)
- 11. Marcia Fudge (D)
- 12. Pat Tiberi (R)
- 13. Tim Ryan (D)
- 14. David Joyce (R)
- 15. Steve Stivers (R)
- 16. Jim Renacci (R)

Oklahoma
(5 Repubblicani)
- 1. Jim Bridenstine (R)
- 2. Markwayne Mullin (R)
- 3. Frank Lucas (R)
- 4. Tom Cole (R)
- 5. Steve Russell (R)

Oregon
(4 Democratici, 1 Repubblicano)
- 1. Suzanne Bonamici (D)
- 2. Greg Walden (R)
- 3. Earl Blumenauer (D)
- 4. Peter DeFazio (D)
- 5. Kurt Schrader (D)

Pennsylvania
(13 Repubblicani, 5 Democratici)
- 1. Bob Brady (D)
- 2. Chaka Fattah (D), fino al 23 giugno 2016

     Dwight Evans (D), dall'8 novembre 2016
- 3. Mike Kelly (R)
- 4. Scott Perry (R)
- 5. Glenn Thompson (R)
- 6. Ryan Costello (R)
- 7. Pat Meehan (R)
- 8. Brian Fitzpatrick (R)
- 9. Bill Shuster (R)
- 10. Tom Marino (R)
- 11. Lou Barletta (R)
- 12. Keith Rothfus (R)
- 13. Brendan Boyle (D)
- 14. Michael Doyle (D)
- 15. Charlie Dent (R)
- 16. Joseph Pitts (R)
- 17. Matt Cartwright (D)
- 18. Tim Murphy (R)

Rhode Island
(2 Democratici)
- 1. David Cicilline (D)
- 2. James Langevin (D)

Tennessee
(7 Repubblicani, 2 Democratici)
- 1. Phil Roe (R)
- 2. Jimmy Duncan (R)
- 3. Chuck Fleischmann (R)
- 4. Scott DesJarlais (R)
- 5. Jim Cooper (D)
- 6. Diane Black (R)
- 7. Marsha Blackburn (R)
- 8. Stephen Fincher (R)
- 9. Steve Cohen (D)

Texas
(25 Repubblicani, 11 Democratici)
- 1. Louie Gohmert (R)
- 2. Ted Poe (R)
- 3. Sam Johnson (R)
- 4. John Ratcliffe (R)
- 5. Jeb Hensarling (R)
- 6. Joe Barton (R)
- 7. John Culberson (R)
- 8. Kevin Brady (R)
- 9. Al Green (D)
- 10. Michael McCaul (R)
- 11. Mike Conaway (R)
- 12. Kay Granger (R)
- 13. Mac Thornberry (R)
- 14. Randy Weber (R)
- 15. Rubén Hinojosa (D)
- 16. Beto O'Rourke (D)
- 17. Bill Flores (R)
- 18. Sheila Jackson Lee (D)
- 19. Randy Neugebauer (R)
- 20. Joaquín Castro (D)
- 21. Lamar Smith (R)
- 22. Pete Olson (R)
- 23. Will Hurd (R)
- 24. Kenny Marchant (R)
- 25. Roger Williams (R)
- 26. Michael C. Burgess (R)
- 27. Blake Farenthold (R)
- 28. Henry Cuellar (D)
- 29. Gene Green (D)
- 30. Eddie Bernice Johnson (D)
- 31. John Carter (R)
- 32. Pete Sessions (R)
- 33. Marc Veasey (D)
- 34. Filemon Vela (D)
- 35. Lloyd Doggett (D)
- 36. Brian Babin (R)

Utah
(4 Repubblicani)
- 1. Rob Bishop (R)
- 2. Chris Stewart (R)
- 3. Jason Chaffetz (R)
- 4. Mia Love (R)

Vermont
(1 Democratico)
- "At-large". Peter Welch (D)

Virginia
(8 Repubblicani, 3 Democratici)
- 1. Rob Wittman (R)
- 2. Scott Rigell (R)
- 3. Bobby Scott (D)
- 4. Randy Forbes (R)
- 5. Robert Hurt (R)
- 6. Bob Goodlatte (R)
- 7. Dave Brat (R)
- 8. Don Beyer (D)
- 9. Morgan Griffith (R)
- 10. Barbara Comstock (R)
- 11. Gerry Connolly (D)

Virginia Occidentale
(3 Repubblicani)
- 1. David McKinley (R)
- 2. Alex Mooney (R)
- 3. Evan Jenkins (R)

Washington
(6 Democratici, 4 Repubblicani)
- 1. Suzan DelBene (D)
- 2. Rick Larsen (D)
- 3. Jaime Herrera Beutler (R)
- 4. Dan Newhouse (R)
- 5. Cathy McMorris Rodgers (R)
- 6. Derek Kilmer (D)
- 7. Jim McDermott (D)
- 8. Dave Reichert (R)
- 9. Adam Smith (D)
- 10. Dennis Heck (D)

Wisconsin
(5 Repubblicani, 3 Democratici)
- 1. Paul Ryan (R)
- 2. Mark Pocan (D)
- 3. Ron Kind (D)
- 4. Gwen Moore (D)
- 5. Jim Sensenbrenner (R)
- 6. Glenn Grothman (R)
- 7. Sean Duffy (R)
- 8. Reid Ribble (R)

Wyoming
(1 Repubblicano)
- "At-large". Cynthia Lummis (R)

#### Membri non votanti
(4 Democratici, 1 Repubblicano, 1 Indipendente)
- Samoa Americane: Amata Coleman Radewagen (R)
- Distretto di Columbia: Eleanor Holmes Norton (D)
- Guam: Madeleine Bordallo (D)
- Isole Marianne Settentrionali: Gregorio Sablan (I)
- Porto Rico: Pedro Pierluisi (D/PNP)
- Isole Vergini: Stacey Plaskett (D)